# Virány
Virány (németül: Blumau, horvátul: Plamava) Sopronszentmárton mezőváros része Ausztriában, Burgenland tartományban, a Felsőpulyai járásban.

## Fekvése
Lánzsértól 2 km-re délnyugatra a történelmi Magyarország határán a Répce partján fekszik.

## Története
A település a 17. század első felében keletkezett a lánzséri uradalom területén. Csak néhány házból állt, melyet hol külön, hol Lánzsérral együtt tartottak nyilván. A legkorábbi urbáriumban történő említése 1640-ben történt, amikor Lánzsérnak Viránnyal együtt 25 háza volt. 1675-ben 5 zsellérház állt a településen. 1856-ban már Lánzsérral közös elöljárója volt, de véglegesen csak 1863-ban csatolták Lánzsérhoz.
Fényes Elek szerint " Plamau, vagy Blumau, német falu, Sopron vmegyében, a h. Eszterházy lánzséri uradalmában, 188 lakossal. Ut. p. N. Barom."
A trianoni békeszerződésig Sopron vármegye Felsőpulyai járásához tartozott, majd 1921-ben a trianoni és saint germaini békeszerződések értelmében Ausztriához került. 1971-ben Lánzsérral együtt Sopronszentmártonhoz csatolták.

## Külső hivatkozások
- Sopronszentmárton hivatalos oldala (németül)
- Lánzsér története Archiválva 2010. január 19-i dátummal a Wayback Machine-ben (magyarul)
- Geomix.at (németül)